# Jirō Takeda
Jirō Takeda (jap. 武田 治郎 Takeda Jirō; ur. 18 września 1972) – japoński piłkarz występujący na pozycji bramkarza.

## Kariera klubowa
Od 1999 do 2000 roku występował w klubach Cerezo Osaka i Vissel Kobe.